# Рудисты

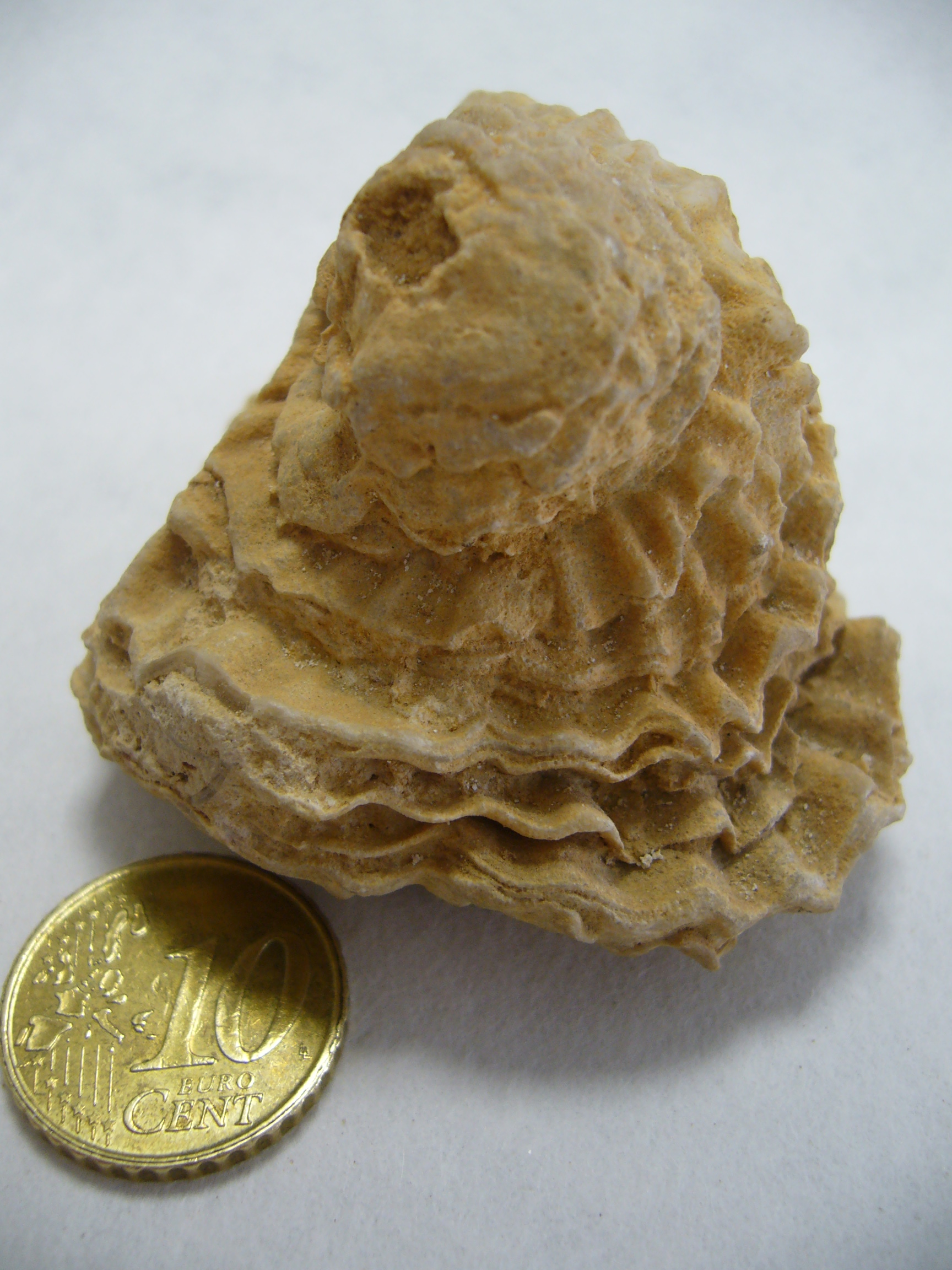
Cretacico superior

Руди́сты (лат. Hippuritoida) — отряд вымерших двустворчатых моллюсков, известных из отложений юрского и мелового периодов. Очень толстые створки раковины рудистов были в высшей степени несимметричны: нижняя (которой животное прикреплялось) — конусовидная, в виде удлинённой пирамиды, иногда изогнутая наподобие рога, маленькая верхняя — в виде крышечки. В величину достигали 1 метра. 
Встречаются в отложениях верхнего мела: образовывали рудистовый известняк рифов и банок в верхнемеловых отложениях восточных Альп (так наз. «Gosauschichten»), Истрии, Далмации и других мест.

## Описание
Отличались от других двустворчатых резко выраженной неравностворчатостью раковины и своеобразным её строением.
За исключением немногих спирально свёрнутых форм, раковина большинства рудистов состояла из нижней створки, имевшей вид удлинённого конуса, часто изогнутого в виде рога, и верхней — в виде небольшой плоской крышечки, плотно прикрывавшей нижнюю и соединённой с ней сложным зубным аппаратом. Тонким нижним концом раковина прирастала к подводным предметам.
Различные виды отряда рудистов жили совместно, большими колониями, наподобие устричных банок. Их тяжёлые известковые раковины, достигавшие 1 м в длину, образовали в альпийских верхнемеловых отложениях рудистовый известняк, как бы рифы, во многом напоминающие постройки кораллов, с которыми эти организмы прежде часто и смешивались.
Наиболее распространённые роды: гиппуриты (Hippurites cornu vaccinum — коровьи рога), радиолиты и сферулиты.

## Семейства
- † Antillocaprinidae
- † Caprinidae
- † Caprotinidae
- † Diceratidae
- † Dictyoptychidae
- † Hippuritidae
- † Ichthyosarcolitidae
- † Plagioptychidae
- † Polyconitidae
- † Radiolitidae
- † Requieniidae